# محلة الجامع الكبير
محلة الجامع الكبير هي منطقة سكنية تقع ضمن حدود مدينة الموصل القديمة، وهي من المحلات الصغيرة نسبيًا، والواقعة إلى الجنوب من محلة جامع جمشيد.

## معالمها
- الجامع الكبير: ويعرف ايضًا بالجامع النوري الذي يشتهر بمنارته الحدباء التي تعد من أشهر المنائر في العالم الإسلامي وقد اشتهرت مدينة الموصل بمنارة جامع هذه المحلة حتى انه أصبح يطلق عليها اسم مدينة الحدباء.[1]